# Iso Huutsaari (ö i Viitasaari, Kiminkilahti)
Iso Huutsaari är en ö i sjön Keitele i Finland. Den ligger i sjön Keitele och i kommunen Viitasaari i den ekonomiska regionen  Saarijärvi-Viitasaari och landskapet Mellersta Finland, i den centrala delen av landet, 300 km norr om huvudstaden Helsingfors. Öns area är 5,2 hektar och dess största längd är 430 meter i sydväst-nordöstlig riktning.